# Vernéville
Vernéville là một xã trong vùng Grand Est, thuộc tỉnh Moselle, quận Metz-Campagne, tổng Ars-sur-Moselle. Tọa độ địa lý của xã là 49° 08' vĩ độ bắc, 06° 00' kinh độ đông. Vernéville có điểm thấp nhất là 278 mét và điểm cao nhất là 322 mét. Xã có diện tích 9,18 km², dân số vào thời điểm 2004 là 574 người; mật độ dân số là 63,1 người/km².

## Thông tin nhân khẩu
| 1962 | 1968 | 1975 | 1982 | 1990 | 1999 |
| ---- | ---- | ---- | ---- | ---- | ---- |
| 435  | 438  | 449  | 432  | 565  | 617  |